# Otto Pieper
Otto Wilhelm Pieper (* 1. November 1909 in Wesel; † 20. Juli 1944 bei Malinowka, Lettland) war ein deutscher Beamter der nationalsozialistischen Zivilverwaltung. Er war ab 1939  Landrat im Landkreis Krummau im Reichsgau Sudetenland.

## Leben und Wirken
Er war der Sohn des Unterzahlmeisters Otto Pieper in einem Infanterieregiment. Nach dem Abitur studierte er Rechtswissenschaften. Danach war er als Regierungsassessor am Landratsamt Wandsbek tätig. 1938 wurde er zum Regierungsrat ernannt. Nach der deutschen Besetzung des Sudetenlandes wurde er Landrat in Krummau und Vertreter des Chefs der Zivilverwaltung Mähren. Ab April 1943 wurde er nach seiner Einberufung zum Wehrmacht als Landrat von Adolf Dietscher vertreten, der von Paul Leitsmann unterstützt wurde.
Pieper trat zum 1. November 1931 der NSDAP (Mitgliedsnummer 701.836) und im März 1933 der SS bei. Ab 1939 arbeitete er auch für den Sicherheitsdienst in Linz.